# Terror of the Range
Terror of the Range è un serial muto del 1919 diretto da Stuart Paton. Il film, in 15 rulli, venne distribuito in sette episodi.

## Produzione
Il film fu prodotto dalla Diando Film Corporation. Venne girato con il titolo di lavorazione The Wolf-Faced Man.

## Distribuzione
Distribuito dalla Pathé Exchange, il film uscì nelle sale cinematografiche statunitensi nel 1919. Venne distribuito in sette episodi:
1. episodio:  2 febbraio 1919
2. episodio:  9 febbraio 1919
3. episodio: 16 febbraio 1919
4. episodio: 23 febbraio 1919
5. episodio:  2 marzo 1919
6. episodio:  9 marzo 1919
7. episodio: 16 marzo 1919

Il serial venne distribuito anche in Portogallo il 28 dicembre 1920 con il titolo O Terror do Rancho.
La pellicola viene considerata perduta.